# Thrash metal
El thrash metal és un subgènere del heavy metal que se singularitza generalment per un caràcter agressiu i tempos ràpids. Les cançons del thrash metal solen utilitzar ritmes percussius ràpids, riffs de guitarra amb registres baixos, amb interpolacions de guitarra solista molt tècnica. Pel que fa a les lletres, les cançons thrash metal tracten sovint qüestions socials i fan retrets contra l'establishment, sovint usant un llenguatge directe i de denúncia, un enfocament que se superposa parcialment amb el gènere hardcore.
En aquests estil, algunes característiques comunes són els riffs de guitarra ràpids amb estils de punteig agressius, solos de guitarra ràpida, i un ampli ús dels doble bombo en la bateria, en contraposició a l'ús convencional d'un sol, típic de la majoria de la música rock.
El thrash metal es crea al final dels anys 1970 i inici dels 1980, quan un nombre de bandes predominantment nord-americanes van començar a fusionar elements de la New Wave of British Heavy Metal amb l'estil i l'agressivitat del hardcore punk. El thrash metal és més agressiu comparat amb el seu parent, el speed metal, i es creu que va sorgir almenys en part com una reacció als sons i temes més convencionals i àmpliament acceptables del glam metal, un subgènere menys agressiu, infós per la música pop, del heavy metal, que va sorgir de forma simultània. Es coneix com a Big Four (els Quatre Grans), les quatre bandes àmpliament considerades com les bandes més importants i influents del gènere (Metallica, Slayer, Megadeth i Anthrax) a causa de la seva condició de pioneres del gènere en la dècada de 1980.

## Característiques

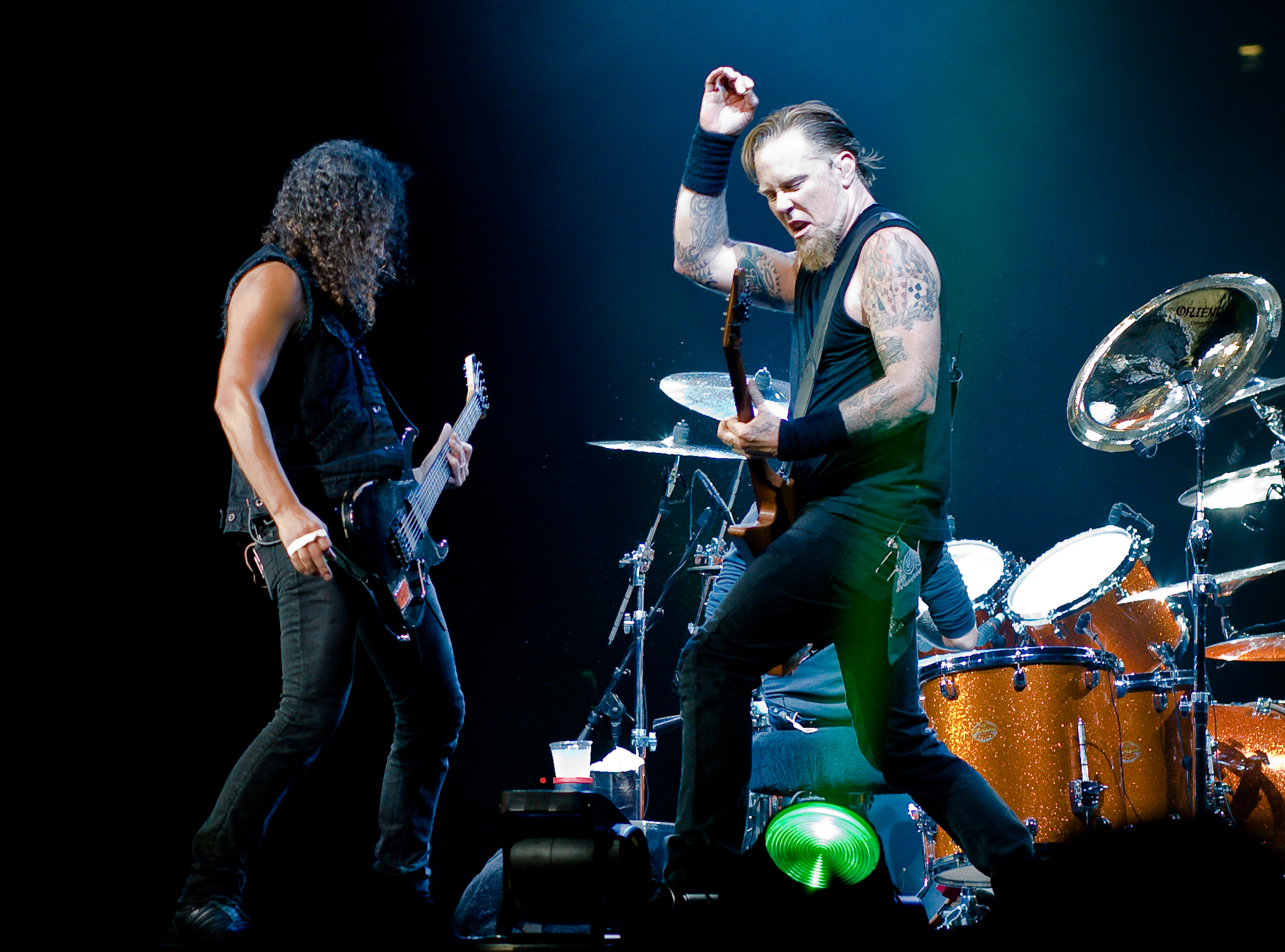
Kirk Hammett i James Hetfield de Metallica, en una imatge del 2008. Els primers treballs de Metallica són àmpliament considerats claus en el creixement de la popularitat del thrash als anys 80

El thrash metal es caracteritza generalment per tempos ràpids, registres baixos, complexos puntejats de guitarra, alts registres de solos de guitarra i dobles bombos. Les parts del ritme de guitarra del thrash metal sovint són silenciades amb el palmell per crear un so més estret i més precís.Les parts silenciades amb el palmell són sovint tocades amb un to de guitarra distorsionat amb un "cruixit". Vocalment, el thrash metal pot emprar qualsevol cosa, des del cant melòdic als crits. Molts solos de guitarra thrash es toquen a alta velocitat, ja que solen caracteritzar-se per l'shredding, i l'ús, com ara l'sweep-picking, legato, alternate picking, tremolo picking, string skipping i el tapping a dues mans. Els solistes de guitarra thrash estan sovint influenciats pel moviment de la New Wave of British Heavy Metal.
Els riffs de guitarra thrash solen utilitzar escales cromàtiques i emfatitzen el tríton i els intervals disminuïts, en lloc d'utilitzar riffs basats en una sola escala convencional. Per exemple, el riff de la introducció de Master of Puppets (la cançó principal de l'àlbum del mateix nom) és un descens cromàtic, seguit per un ascens cromàtic sobre la base del tríton.
La velocitat, el ritme i els canvis de temps també defineixen el thrash metal. El thrash tendeix a tenir una sensació d'acceleració la causa de la qual pot ser, en gran part, pel seu estil de bateria agressiva. Per exemple, les bateries thrash solen utilitzar dos bombos, o un pedal de contrabaix, amb la finalitat de crear un ritme de conducció implacable. Els aturadors de platerets s'utilitzen sovint per a la transició d'un a un altre riff o precedint a una acceleració en el ritme.
Per mantenir el ritme amb els altres instruments, molts baixistes de thrash usen una pua. No obstant això, alguns prominents baixistes de thrash metal han fet servir els seus dits, com ara Frank Bello, Greg Christian, Steve DiGiorgio, Robert Trujillo i Cliff Burton. Diversos baixistes usen un 'to de baix distorsionat, un enfocament popularitzat per Burton i Lemmy Kilmister de Motörhead.
Els temes lírics del thrash metal inclouen l'aïllament, l'alienació, la corrupció, la injustícia, l'addicció, el suïcidi, l'assassinat, la guerra, i altres mals que afligeixen la persona i la societat. A més, la política, sobretot el pessimisme o el descontentament cap a la política, és un tema comú entre bandes de thrash metal. De vegades es pot trobar humor i ironia (per exemple, en Anthrax), però són limitats, i són l'excepció abans que la norma.

## Història

### Orígens

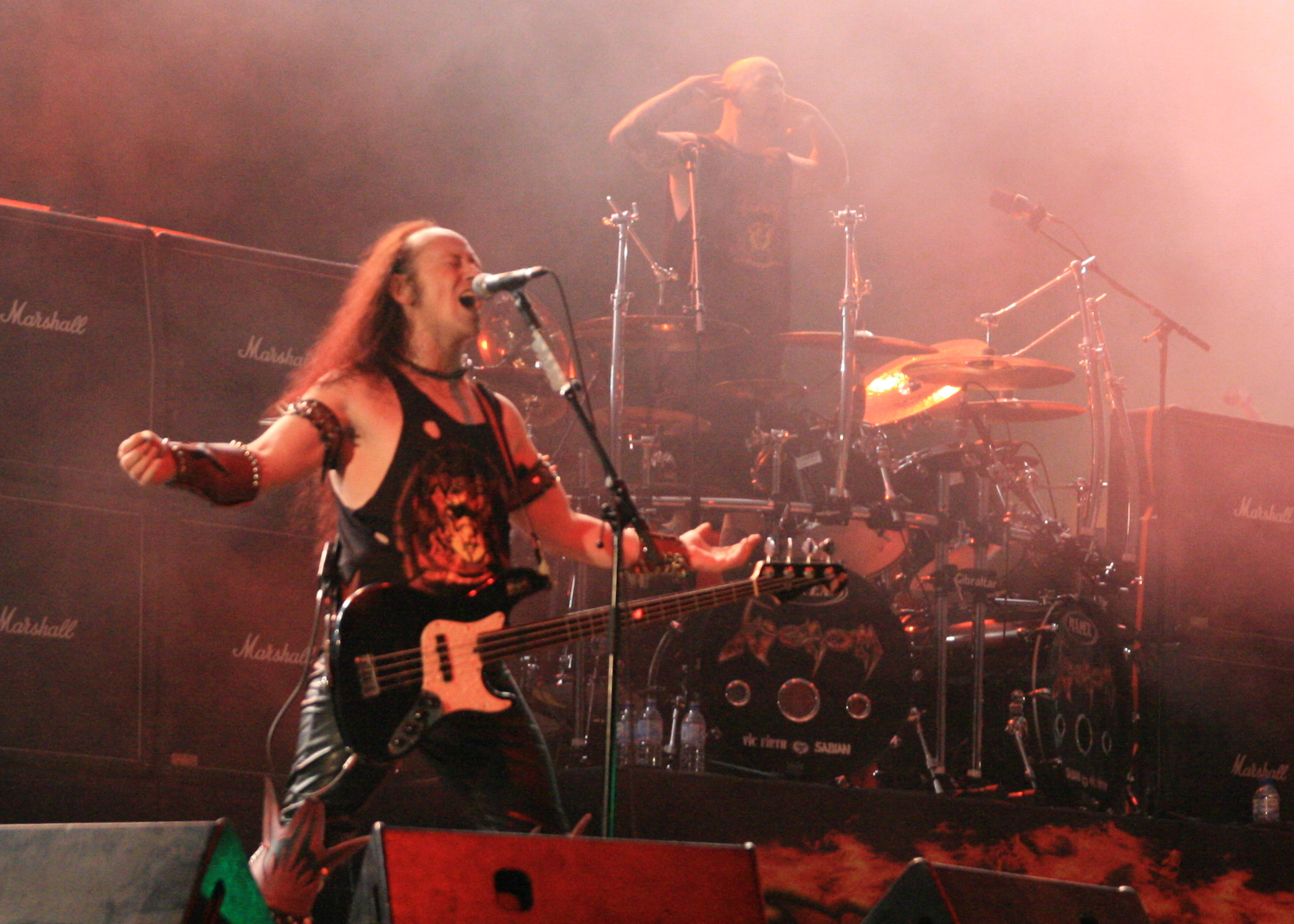
El primer treball de Venom és considerat la influència més important sobre el thrash metal

Entre les primeres cançons que van ser etiquetades com a thrash metal hi trobem Stone Cold Crazy de Queen, que fou enregistrat el 1974 (descrit per la revista "Q" el 2011 com a "thrash metal abans que el terme fos inventat"), i la cançó de Black Sabbath Symptom of the Universe, publicada el 1975 i finalment versionada per la banda de thrash metal Sepultura per a Nativity in Black. Symptom of the Universe fou també la inspiració per a l'àlbum de Diamond Head "Am I Evil?" Des d'aleshores, les bandes de la NWOBHM influenciaren directament el desenvolupament del primer thrash. El primer treball d'artistes com ara Diamond Head, Iron Maiden, Judas Priest, Venom, Motörhead, Tygers of Pan Tang, Raven, i Angel Witch, entre d'altres, introduït la instrumentació de ritme ràpid que es van convertir en aspectes essencials del thrash.
Void és aclamat com un dels primers exemples de hardcore/heavy metal crossover i el seu enfocament musical caòtic és sovint citat com una influència particular. El seu àlbum de 1982 Faith/Void amb la seva banda companya de Washington D.C. The Faith va mostrar ambdues bandes traient un punk ràpid, ferotge i d'alta velocitat. S'ha argumentat que aquestes gravacions crearen el thrash metal dels anys 80, almenys en termes de ritmes seleccionats.
A Europe, la banda més primerenca de l'emergent moviment thrash, formada el 1979, fou Venom de Newcastle upon Tyne, Gran Bretanya. El seu influent àlbum del 1982 Black Metal ha estat citat com el de major influència en molts dels gèneres i bandes posteriors en el món de l'extreme metal, com ara Bathory, Hellhammer, Slayer i Mayhem. L'escena europera del thrash estigué influcenciat, gairebé de manera exclusiva, per la música més agressiva produïda a Anglaterra i Alemanya en aquella època. Les bandes britàniques, com ara Tank i Raven, juntament amb els alemanys Accept, motivaren els músics centreeuropeus a endegar bandes per ells mateixos, la qual cosa finalment produí bandes alemanyes de thrash com ara Tankard, Sodom, Kreator i Destruction (conegudes com el Big Four alemany) així com els suïssos Coroner. La banda de punk sueca Warheads també ha estat mencionada com banda de proto-thrash band.
El 1981, una banda del Sud de Califòrnia anomenada Leather Charm va escriure una cançó titulada "Hit the Lights". Leather Charm aviat es va dissoldre i el compositor principal de la banda, vocalista / guitarra rítmica James Hetfield va conèixer el bateria Lars Ulrich a través d'un anunci classificat. Junts, James i Lars, van formar Metallica, la primera de les bandes "Quatre Grans" amb el guitarrista principal Dave Mustaine, que posteriorment formaria Megadeth, una altra de les "Quatre Grans" creadores del thrash, i el baixista Ron McGovney. Metallica posteriorment es mudà a l'Àrea de la Badia de San Francisco. McGovney fou reemplaçat per Cliff Burton, i Mustaine fou reemplaçat posteriorment per Kirk Hammett. La banda llançà "Hit the Lights" en el seu primer àlbum d'estudi, Kill 'Em All, el 25 de juliol del 1983.
El terme "Thrash Metal" fou esmentat per primer cop a la premsa musical pel periodista Malcolm Dome de la revista Kerrang mentre feia una referència a la cançó d'Anthrax "Metal Thrashing Mad" en la revista Kerrang, número 62, pàgina 8, publicat el 23 de febrer del 1984. Abans d'això, James Hetfield de Metallica qualificà la seva música com a power metal.
Una altra banda de thrash de les "Quatre Grans" es va formar al sud de Califòrnia el 1981, quan els guitarristes Jeff Hanneman i Kerry King es van conèixer mentre feien una audició per a la mateixa banda i, posteriorment, van decidir formar una banda pròpia. Hanneman i King reclutaren un vocalista/baixista Tom Araya, un antic terapeuta respiratori, i el bateria Dave Lombardo, un repartidor de pizzes, i es va formar Slayer. Slayer fou descoberta per l'executiu de Metal Blade Records Brian Slagel mentre tocaven el "Phantom of the Opera" en una actuació, i van signar amb promptitud per al segell discogràfic. Al desembre del 1983, menys de sis mesos després del llançament de Kill 'Em All, Slayer va treure el seu primer àlbum Show No Mercy.
Al Brasil, l'enregistrament de Stress de la que es considera que és el primer àlbum brasiler de heavy metal és del 1982. El baixita i vocalista Roosevelt, un cop va afirmar que també havia estat el primer àlbum de thrash metal del món, ja que va ser gravat abans de Kill 'Em All de Metallica. Avui dia només afirma que algunes composicions tenen elements de thrash, com la velocitat, el ràpid alternate picking i agressives veus i so.
A principis de la dècada de 1980 Canadà va produir influents bandes de speed metal com els Anvil de Toronto, els Exciter d'Ottawa, i els Voivod de Jonquière.

### Mitjans dels anys 1980
La popularitat del thrash metal es va incrementar el 1984 amb el llançament del Ride the Lightning de Metallica, el Fistful of Metal d'Anthrax, l'Overkill del grup homònim i el Haunting the Chapel de Slayer. Això va portar a una forma més pesada de so del thrash, que es va veure reflectit al Bonded by Blood d'Exodus i el Hell Awaits de Slayer. El 1985, la banda alemanya Kreator va llançar el primer àlbum Endless Pain i la banda brasilera Sepultura va llançar el seu primer EP Bestial Devastation. Megadeth, que es va formar amb l'antic guitarrista de Metallica Dave Mustaine, va llançar el seu primer àlbum Killing Is My Business... And Business Is Good!, i Anthrax el seu Spreading the Disease, aclamat per la crítica, el 1985.
Un cert nombre d'àlbums d'alt perfil van ser publicats el 1986. Metallica va publicar Master of Puppets. Megadeth va publicar Peace Sells... But Who's Buying?, que va resultar ser un èxit comercial i crític de la banda i un àlbum històric que Allmusic cità com a "un dels àlbums de metal més influents de la seva dècada, i sens dubte un dels pocs àlbums de thrash veritablement definitius". Slayer, considerada una de les bandes de thrash metal més sinistres de principis de la dècada del 1980, llançà Reign in Blood, un àlbum considerat per alguns com la quasi total inspiració de tot el gènere death metal. Kreator va publicar Pleasure to Kill, que més tard seria una gran influència en el gènere death metal.

### Final de 1980
El 1987, Anthrax va publicar el seu àlbum Among the Living. Aquest àlbum inclogué un retorn de la banda al territori del thrash metal (a imatge i semblança de les dues versions anteriors: Fistful of Metal i Spreading the Disease, amb guitarres ràpides i pesades i tambors colpejant. Death Angel va prendre un enfoncament pro-thrash similar amb el seu primer àlbum del 1987 The Ultra-Violence.
El 1988, Suicidal Tendencies, que havia estat prèviament una banda de hardcore punk directe, publicà el seu primer i més important àlbum How Will I Laugh Tomorrow When I Can't Even Smile Today.
El tercer àlbum de Sepultura, Beneath the Remains (1989) els va valer algun atractiu general, ja que va aparèixer a Roadrunner Records. Testament continuà a les darreries dels anys 1980 amb The New Order (1988) i Practice What You Preach (1989); ambdós discos mostren que la banda continuava creixent musicalment i que Testamenta gairebé guanyava el mateix nivell de populariat que les "Quatre Grans" del thrash: Metallica, Megadeth, Anthrax i Slayer. Vio-lence i Forbidden, dos relativament nouvinguts a l'escena del thrash metal de l'Àrea de la Badia, van publicar els seus primers àlbums, Eternal Nightmare i Forbidden Evil in 1988. El grup canadenc Annihilator llançaria el seu primer i molt tècnic àlbum Alice in Hell (1989) que va rebre molts elogis pels seus riffs ràpids i solos de guitarra estesos. Sadus, va ser una banda de thrash més tardana, amb un so que va ser impulsat principalment pel baix sense trasts de Steve DiGiorgio. Mentrestant a Alemanya, Sodom publicà Agent Orange i Kreator publicaria Extreme Aggression.
Del 1987 al 1989 Overkill publicà Taking Over, Under the Influence i The Years of Decay, tres àlbums que serien considerades les seves millors produccions.
Slayer publicà South of Heaven el 1988, Megadeth llançà So Far, So Good... So What!, Anthrax publicà State Of Euphoria mentre l'àlbum de Metallica ...And Justice for All del mateix any generà el primer vídeo de la banda, la cançó de temàtica de la Primera Guerra Mundial "One".
Una gran part dels grups de thrash metal groups reten tribut al hardcore punk. Metallica versiona Discharge i The Misfits, i Slayer finalment va enregistrar un àlbum sencer de versions de hardcore. Anthrax va versionar "Protest and Survive" de Discharge en el seu àlbum Attack of the Killer B's i "New Noise" per la banda sueca de hardcore punk Refused com una pista oculta en el seu últim disc Woral ship Music. A més, la banda de groove metal Pantera versionà Poison Idea.

### Dècada del 1990
L'any 1990 foren llançats una sèrie de més típics però tècnicament sofisticats àlbums thrash, incloent Rust in Peace de Megadeth, Anthrax's Persistence of Time d'Anthrax, Seasons in the Abyss de Slayer, Lights...Camera...Revolution! de Suicidal Tendencies, Souls of Black de Testament, Coma of Souls de Kreator, Cracked Brain de Destruction, Twisted Into Form de Forbidden, Impact Is Imminent d'Exodus, i Cowboys from Hell de la banda groove Pantera. Tots aquests àlbums suposaren un gran èxit de vendes per als artistes abans esmentats. Moltes d'aquestes bandes es van embarcar en una gira de grup anomenada "Clash of the Titans" el mateix any. Els últims àlbums amb aquesta forma estilística van ser llançats als mercat l'any de 1991, inclòs el Horrorscope d'Overkill i el Mental Vortex dels Coroner.
El mateix any Metallica va publicar Metallica, més conegut com "The Black Album". Aquest disc va marcae un canvi en el so de la banda, menys dur que en els seus discos anteriors, allunyant-se de l'estil thrash i es convertí en punta de llança del canvi que algunes bandes de thrash metal experimentarien els següents anys. Metallica ha esdevingut l'àlbum més venut de la banda.
El 1991 Dark Angel publicava Time Does Not Heal, un disc en el qual la seva tècnica i ferocitat reflectien l'emergència de vairants més extremes com el death metal o el black metal. Representa sens dubte el pic de tècnica en la primera onada de thrash metal, i és possiblement el darrer clàssic reconegut d'aquesta primera fornada. L'abril del 1991 també apareix Victims of Deception de Heathen, vist com un clàssic de culte.
Després d'aquests èxits comercials i artístics, el moviment thrash metal es va desgastant i es veu superat per la crescuda del grunge. Durant la dècada dels 90, motles bades veteranes del gènere comencen a canviar cap a estils més accessibles i comercials. Metallica va ser l'exempe més notable d'aquests canvi amb discos com Load (1996) i ReLoad (1997), que mostraven influències menors del blues i el southern rock, i van ser vistos com un distanciament de l'anterior so de la banda. Megadeth va optar per un heavy metal més accessible amb Countdown to Extinction (1992), i Testament va publicar el melòdic The Ritual també el 1992.
A mesura que d'altres gèneres de metal extrem anaven sorgint i fent la seva base de seguidors (com poden ser l'industrial metal, death metal i black metal), els diversos estils i estètiques dels gèneres de heavy metal es van anar barrejant. Per exemple, grups amb una base musical de trash metal van començar a emprar veus guturals, un estil vocal provinent del death metal. D'altra banda, bandes de black metal empraven sovint sintetitzadors, popularitzats per l'industrial metal. Actualment la col·locació de bandes dins dels diferents subgèneres continua sent una font de controvèrsia per als seguidors del heavy metal, però, en general es considera que el thrash metal és l’únic propietari dels seus respectius derivats (vegeu més avall).

### Dècades del 2000 i 2010
Diverses bandes formades durant la dècada de 1980, que posteriorment se separaren o es mantinueren inactives, com Dark Angel, Death Angel, Nuclear Assault, and Forbidden, es tornaren a reunir amb l'inici del nou segle. Moltes bandes també han seguit publicant nous treballs i algunes que s'havien allunyat de l'estil s'han tornat a acostar a la seva sonoritat original, alguns exemples podrien ser treballs com Death Magnetic de Metallica (2008), Endgame (2009) de Megadeth, World Painted Blood d'Slayer (2009), Exhibit B: The Human Condition d'Exodus (2010), Worship Music d'Anthrax (2011), The Electric Age d'Overkill (2012), Dark Roots of Earth de Testament (2012), Ugly Noise de Flotsam and Jetsam (2012) o 13 de Suicidal Tendencies (2013). Durant aquests periode s'experimenta un interès creixent en aquest estil, ja sigui per la nostàlgia com pel retorn a aquestes sonotitats de bandes com Metallica. De nou, les bandes de thrast metal generen interès i esdeveniments com la gira conjunta (2010-2011) en festivals dels 4 grans del thrash metal (The Big Four; Metallica, Slayer, Megadeth i Anthrax) són esdeveniments massius.

## Thrash Metal als Països Catalans
Alguns autors consideren Barcelona i la seva àrea d'influència com el bressol del thrash metal a nivell de l'estat espanyol, a mitjans dels vuitanta hi sorgeixen diversos grups inspirats per la sonoritat que venia d'altres països. Entre ells els més populars van ser Fuck Off(sorgits el 1986 a Barcelona) i Legion (sorgits el 1987 entre Vilassar de Dalt i Barcelona). Aquests 2 grups van tenir èxit a finals dels vuitanta i principis dels noranta, però amb una vida curta, Fuck Off aparcaren la seva activitat el 1992 (després reprendrien la seva activitat el 2010) i Legion el 1994, després de diverses escissions. També durant aquesta època apareixien Ktulu, un grup creat a l'Hospitalet de Llobregat que encara es manté en actiu amb una sonoritat thrash més influenciada pel groove metal i el metal industrial.
Posteriorment altres grups han anat sorgint influenciats per la sonoritat thrash metal, alguns apostant per sonoritats més hardcore punk (com podrien ser Voltor o KOP) o cap al death metal (Vidres a la Sang). Dins de l'estil thrash metal sorgeixen el 2008 els igualadins CrysiX aconseguint gran èxit a nivell estatal i amb ressò internacional, arribant a tocar en diversos festivals europeus el 2019.

## Escissions del gènere
El thrash metal és el principal responsable dels orígens d'alguns gèneres populars de metal underground, com per exemple el death metal i el black metal. Altres gènres com el metalcore i el deathcore empren riffs similars als del thrash en les seues composicions, el primer, tanmateix, més centrat en la melodia que no pas en el cromatisme.
La barreja de l'esperit punk i la naturalesa brutal del metal va conduir a estils underground encara més extrems un cop el thrash metal va començar a obtenir un cert èxit comercial a finals dels anys vuitanta. Amb una estètica i temàtica inspirada en el gore, una afinació més pesada de les guitarres, un ús més consistent del blast beat en les bateries i registres vocals mes guturals, el death metal va sorgir a mitjans dels anys vuitanta. El black metal, també relacionat amb el thrash metal, va sorgir al mateix temps, amb moltes bandes de black metal fortament influenciades per bandes thrash com Venom. El black metal va continuar desviant-se del thrash metal, proporcionant sovint més matisos orquestrals, bateries de ritme explosiu, registres vocals més aguts o rascats, i una estètica pagana o d’ocultisme que el distingeixen del thrash metal. Posteriorment el thrash metal tornaria a combinar-se amb les seues escissions,donant lloc a gèneres com el blackened thrash metal i el deathrash.
El Groove metal pren la intensitat i les qualitats sonores del thrash metal i les toca a mig tempo, només utilitzant de forma ocasional els tempos ràpids, però des de principis dels anys 90 va començar a apropar-se a un so més derivat del death metal. El thrash metal amb una influència més forta del punk que l'estil tradicional s'anomena crossover thrash. El seu so en general està més influït pel punk, però amb sonoritat més metal respecte el hardcore punk i el thrashcore.